# 하인리히 보이에
하인리히 보이에(Heinrich Boie, 1794년 5월 4일 ~ 1827년 9월 4일)는 독일의 동물학자였다. 프리드리히 보이에(Friedrich Boie, 1789~1870)의 동생이었다. 양서파충류학에서 두 형제는 49종의 새로운 파충류와 여러 종의 새로운 양서류를 처음으로 기록하였다.
하인리히 보이에는 킬과 괴팅겐에서 법학을 공부했으나, 요한 프리드리히 블루멘바흐와 프리드리히 티데만 교수의 강의를 통해 박물학에 대한 관심을 갖게 되었다.
이후 그는 코에른라트 야콥 템민크의 조수로 레이던에서 일하였다. 1825년에는 살로몬 뮐러와 함께 인도네시아 자와섬으로 떠나 박물관을 위한 표본을 수집하였다. 그러나 그곳에서 쓸개즙열에 걸려 1827년 보고르에서 사망하였다.
보이에낮도마뱀붙이(Cnemaspis boiei)가 두 형제를 기려 명명되었다.

## 저서
- Boie, Heinrich (1826). “Merkmale einiger japanischen Lurche”. 《Isis von Oken》 19: 203–216.
- Boie, Heinrich (1826). “Notice sur l’Erpétologie de l’île de Java (Ouvrage manuscrit.)”. 《Bulletin des sciences naturelles et de géologie》 9: 233–240.